# Asaphodes
Asaphodes är ett släkte av fjärilar som ingår i familjen mätare.

## Arter
- Asaphodes abrogata (Walker, 1862)
- Asaphodes adonis (Hudson, 1898)
- Asaphodes aegrota (Butlera, 1879)
- Asaphodes albalineata (Philpott, 1915)
- Asaphodes amblyterma Meyrick, 1931
- Asaphodes aphelias (Prout, 1939)
- Asaphodes assata Felder, 1875
- Asaphodes beata (Butler, 1877)
- Asaphodes camelias (Meyrick, 1888)
- Asaphodes campbellensis (Dugdale, 1964)
- Asaphodes cataphracta (Meyrick, 1883)
- Asaphodes chionogramma (Meyrick, 1883)
- Asaphodes chlamydota (Meyrick, 1883)
- Asaphodes chlorocapna (Meyrick, 1925)
- Asaphodes cinnabari (Howes, 1912)
- Asaphodes citroena (Clarke, 1934)
- Asaphodes clarata (Walker, 1862)
- Asaphodes cosmodora (Meyrick, 1888)
- Asaphodes declarata (Prout, 1914)
- Asaphodes dionysias (Meyrick, 1907)
- Asaphodes exoriens (Prout, 1912)
- Asaphodes frivola (Meyrick, 1913)
- Asaphodes glaciata (Hudson, 1925)
- Asaphodes helias (Meyrick, 1883)
- Asaphodes humeraria Meyrick, 1884
- Asaphodes ida (Clarke, 1926)
- Asaphodes imperfecta (Philpott, 1905)
- Asaphodes limonodes (Meyrick, 1888)
- Asaphodes megaspilata Walker, 1862
- Asaphodes mnesichola (Meyrick, 1888)
- Asaphodes nehata Felder, 1875
- Asaphodes nephelias (Meyrick, 1883)
- Asaphodes obarata (Felder & Rogenhofer, 1875)
- Asaphodes omichlias (Meyrick, 1883)
- Asaphodes oraria (Philpott, 1903)
- Asaphodes oxyptera (Hudson, 1909)
- Asaphodes parora Meyrick, 1884
- Asaphodes periphaea (Meyrick, 1905)
- Asaphodes philpotti (Prout, 1927)
- Asaphodes prasinias (Meyrick, 1883)
- Asaphodes prymnaea (Meyrick, 1911)
- Asaphodes recta (Philpott, 1905)
- Asaphodes sericodes (Meyrick, 1915)
- Asaphodes servularia Guenée, 1868
- Asaphodes stephanitis Meyrick, 1907
- Asaphodes stinaria (Guenee, 1868)